# Neolithische kringgreppel

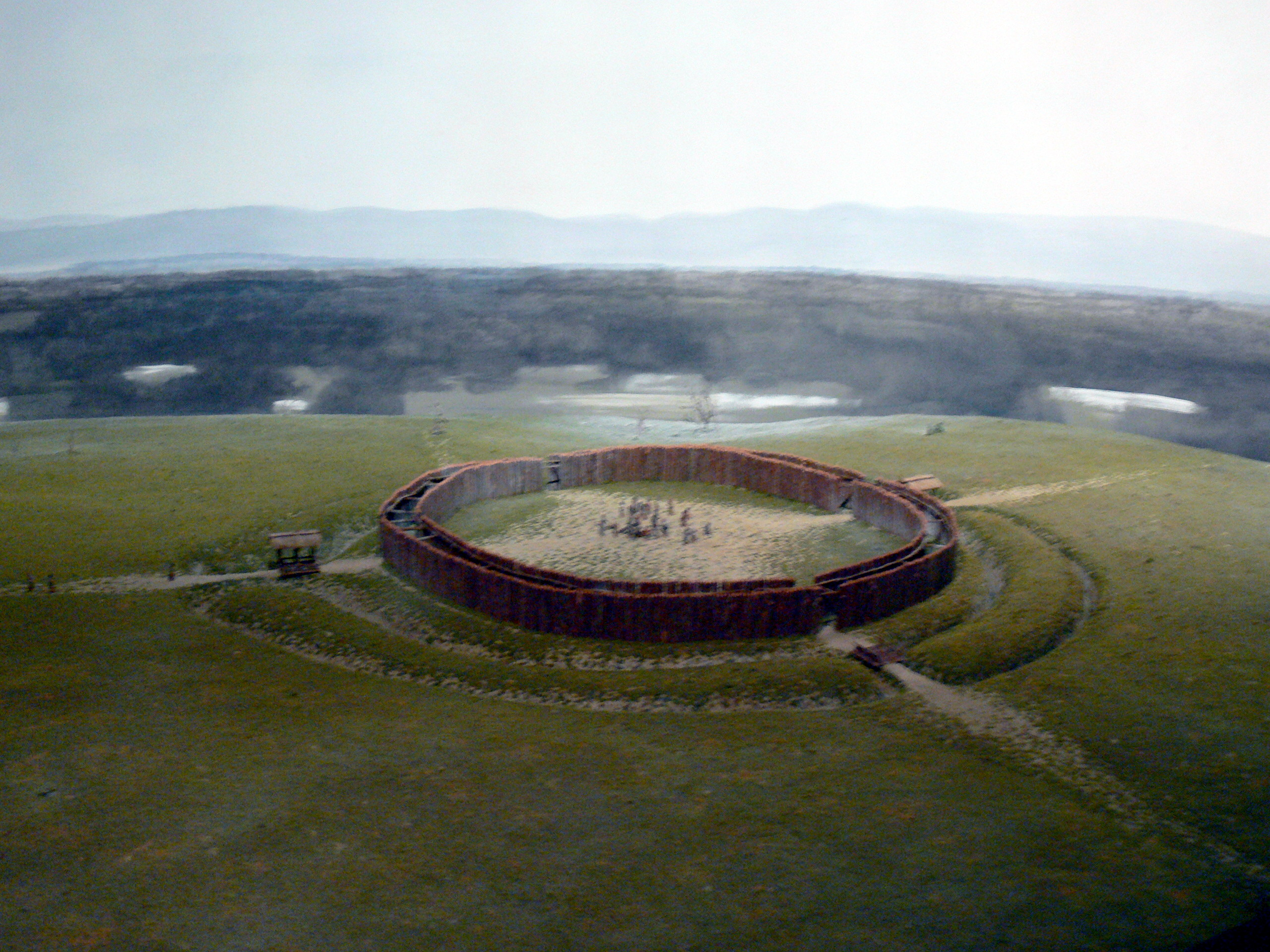
reconstructie van de kringgreppel van Künzing-Unternberg, Museum Quintana

Een neolithische kringgreppel (Duits: Kreisgrabenanlage) is een ringvormig aardwerk met greppels en wallen uit het Europese neolithicum. De bloeitijd van deze kringgreppels lag omstreeks 4900-4500 v.Chr., geassocieerd met de late bandkeramische cultuur en haar lokale opvolgers.
In Centraal-Europa zijn ongeveer 120-150 kringgreppels bekend van de Lengyelcultuur, late bandkeramiek (steekbandkeramiek), Rössencultuur, Großgartachcultuur, Oberlauterbach-groep en Tiszacultuur. De meeste  bevinden zich in de Elbe- en Donaubekkens, een gebied van ongeveer 800 km in doorsnee in het huidige Duitsland, Oostenrijk, Tsjechië, Slowakije, en aangrenzende delen van Hongarije en Polen omvattend. De bekendste is de Goseck-cirkel, gebouwd ca. 4.900 v.Chr.
Oudere hoefijzervormige structuren werden gevonden in Zuid-Italië (Passo di Corvo). Vergelijkbare latere structuren zijn de onderbroken kringgreppels uit de trechterbekercultuur en Michelsbergcultuur (rond 3.500 v.Chr.), in Groot-Brittannië bekend als causewayed enclosures. Nog later werden deze opgevolgd door de zogenaamde henges (cirkelvormige grondwerken of houten omheiningen) bekend uit Groot-Brittannië en Ierland (ca. 3000 tot 1000 v.Chr., laat-neolithicum tot bronstijd).
De structuren worden meestal geïnterpreteerd als een cultisch doel dienende. Velen lijken de functie van een kalender te hebben gehad, en worden in de context van de archeoastronomie soms "observatorium" genoemd, met openingen uitgelijnd met de punten van zonsopgang of zonsondergang bij de zonnewendes.

## Verspreiding
De eerste kringgreppels ontstonden rond 4.900 v.Chr. en verspreidden zich met de Lengyelcultuur vanuit het huidige Hongarije en Slowakije langs de Donau en de Elbe richting Oostenrijk (met name Neder-Oostenrijk), Tsjechië en Polen tot het westen van Duitsland.
In 1886 werd door Woldřich voor het eerst een kringgreppel beschreven in Krpy (Kropáčova Vrutice) in Tsjechië. Pas sinds het begin van een systematische luchtarcheologie in 1961 werd hun wijde verspreiding in de regio duidelijk. Alleen al in Neder-Oostenrijk werden ongeveer 40 nieuwe kringgreppels gevonden. Sindsdien zijn er ook nieuwe aardwerken ontdekt in Slowakije, Bohemen en Moravië, Neder-Beieren, Saksen, Saksen-Anhalt (vooral bij de Elbe) en Brandenburg. Inmiddels zijn er in Duitsland al 32 kringgreppels gevonden die zich uitstrekkend over alle bandkeramiekgroepen en deels een continuïteit vertonen met het begin van de Lausitzcultuur. Van opvallend groot formaat zijn de kringgreppels bij Polgár in Hongarije, Cífer in Slowakije, de Schalkenburg nabij Quenstedt in Saksen-Anhalt, Pömmelte-Zackmünde en Schönebeck. 

## Vorm
Slechts een paar voorbeelden komen dicht bij een cirkelvorm. De meeste zijn slechts bij benadering cirkelvormig of elliptisch. Een kringgreppel bij Meisternthal, Landau an der Isar vormt een exacte ellips met herkenbare brandpunten.
De aardwerken bestaan uit één tot drie ronde of elliptische, niet altijd volledig concentrische greppels met een diameter van 40 tot 300 m. Bij dubbele ringen hebben de diameters de verhouding 2:3 of 3:4, in zeldzame gevallen 1: 2. De sleuven hebben een spitse, steile U- of zelfs V-vormige doorsnede, zijn 4 tot 8 m, in sommige gevallen tot 10 m breed en een diepte tussen 3 en 6 m.
De verschillende ringen hebben dezelfde breedte of nemen van binnen naar buiten in breedte af. Ze hebben meestal 2 tot 4 of meer regelmatige onderbrekingen. Een aarden brug vormt de toegang tot het binnengebied.
Binnenin bevonden zich een of meer concentrische palissade-ringen van houten stammen. Het centrum is een vlak gebied dat soms resten van houten constructies bevat. De kringgreppels bevinden zich altijd geïsoleerd van de nederzetting en vaak op heuvels.

## Functie
In de archeologische literatuur zijn tot nu toe drie mogelijkheden voorgesteld:
- centrale plek voor sociale, religieuze en politieke bijeenkomsten, handelsplaats
- toevluchtsoord
- veeverblijf (kraal)

### Kalenders of niet
Er is voorgesteld dat de hoofdassen een astronomische oriëntatie volgen, en in sommige gevallen kalenderstructuren, astronomische observatiecentra en mogelijk zonnetempels  zouden vormen.
Onderzoek aan kringgreppels in Beieren toonde aan dat de kans groot was dat ze astronomisch georiënteerd waren. De vergelijking van de poortassen toonde aan dat er altijd een astronomische oriëntatie op de zon was, meestal bij zonsopgang op de winterzonnewende.
Er zijn echter verschillen in de nauwkeurigheid en het type zichtlijnen. Sommige poortopeningen liggen centraal op de zonsopgang- en zonsondergangpunten, bij andere valt de rechterrand van de poort in de lijn, en bij kringgreppels als Ippesheim en Steinabrunn bij Großmugl kon men lijnen naar prominente punten aan de horizon zien.
In tegenstelling tot bovenstaande theorieën kwam de astronoom Georg Zotti tot de conclusie dat een duidelijke astronomische verwijzing niet bij alle kringgreppels herkenbaar is. Met het Astrosim-project, dat in 2008 begon, evalueerde hij de gegevens van ca. 30 toen bekende Neder-Oostenrijkse kringgreppels. Volgens Zotti volgden de poorten eerder de helling van het terrein en slechts in zeldzame gevallen astronomische verschijnselen. Pranhartsberg 2 bij Sitzendorf an der Schmida zou duidelijk op de zonnewende gericht zijn, maar een toeval kon daarbij niet worden uitgesloten.